# الساندرو لئوپیزی
الساندرو لئوپیزی (انگلیسی: Alessandro Leopizzi؛ زادهٔ ۳۰ مهٔ ۱۹۸۰) بازیکن فوتبال است.